# خوان كارلوس كاتشو
خوان كارلوس كاتشو (بالإسبانية: Juan Carlos Cacho Gutiérrez)‏ هو لاعب كرة قدم مكسيكي في مركز الهجوم، ولد في 3 مايو 1982 في مدينة مكسيكو في المكسيك. شارك مع منتخب المكسيك لكرة القدم. أما مع النوادي، فقد لعب مع كروز آزول ونادي أونيفرسيداد ناسيونال ونادي باتشوكا ونادي بويبلا ونادي ديبورتيفو تولوكا.

## وصلات خارجية
- خوان كارلوس كاتشو على موقع الاتحاد الدولي (مؤرشف)  (الإنجليزية)
- خوان كارلوس كاتشو على موقع قاعدة بيانات كرة القدم.إي يو (الإنجليزية)
- خوان كارلوس كاتشو على موقع ناشيونال فوتبول تيمز (الإنجليزية)